# Jan Marek Wójcik
Jan Marek Wójcik (ur. 21 kwietnia 1957 w Chomranicach) – polski biolog, zoolog, profesor nauk biologicznych.

## Życiorys
Studia ukończył na Wydziale Biologii i Nauk o Ziemi Uniwersytetu Jagiellońskiego. Stopień naukowy doktora uzyskał na tej samej uczelni w 1989 na podstawie pracy Rasy chromosomowe ryjówki aksamitnej (Sorex araneus L.) na terenie Polski. Habilitował się w dziesięć lat później w oparciu o pracę Ewolucja chromosomów i zmienność białek u ryjówki aksamitnej Sorex araneus L. w Instytucie Systematyki i Ewolucji Zwierząt Polskiej Akademii Nauk. 
W 2004 otrzymał tytuł naukowy profesora nauk biologicznych. Specjalizuje się w zakresie ekologii zwierząt i genetyki populacji. Jest członkiem Komitetu Biologii Środowiskowej i Ewolucyjnej PAN. Zasiada w radzie naukowej Białowieskiego Parku Narodowego.
W latach 1999–2009 zajmował stanowisko dyrektora Zakładu Badania Ssaków Polskiej Akademii Nauk (obecnie Instytut Biologii Ssaków PAN) w Białowieży.